# Charles Cathcart, II conte Cathcart
Charles Murray Cathcart, II conte Cathcart (Walton-on-the-Naze, 21 dicembre 1783 – St Leonards-on-Sea, 16 luglio 1859), è stato un generale scozzese.

## Biografia
Era il figlio di William Cathcart, I conte Cathcart, e di sua moglie, Elizabeth Elliot, la figlia del luogotenente governatore di New York Andrew Elliot.

## Carriera
Cathcart entrò nell'esercito come cornetta nel 2nd Regiment of Life Guards il 2 marzo 1800. Prestò servizio nello staff di Sir James Craig a Napoli e in Sicilia. Divenne erede apparente della signoria di Cathcart nel 1804, dopo che suo fratello William morì mentre era al comando di una nave della Royal Navy nelle Indie occidentali. Dopo che suo padre fu elevato alla contea nel 1814, divenne noto con il titolo di cortesia Lord Greenock.
Cathcart prestò servizio nella sfortunata Spedizione di Walcheren nel 1809 e durante l'assedio di Flushing, dopo di che per qualche tempo fu reso invalido dagli effetti dannosi della pestilenza che uccise così tante migliaia di suoi compagni. Divenuto tenente colonnello il 30 agosto 1810, si imbarcò per la Penisola, dove fu presente alla battaglia di Barrosa, per la quale ricevette una medaglia d'oro il 6 aprile 1812, alla battaglia di Salamanca e alla battaglia di Vitoria, durante la quale ha servito come assistente quartiermastro generale.
Successivamente fu inviato ad assistere Sir Thomas Graham nei Paesi Bassi come capo dello staff del quartiermastro generale e fu presente allo sfortunato assedio di Bergen op Zoom nel marzo 1814. Successivamente fu presente alla battaglia di Waterloo. Nel 1823 fu nominato tenente colonnello del corpo di stato maggiore reale a Hythe.
Nel 1830 si trasferì a Edimburgo. Fu coinvolto nei procedimenti della Highland Society, divenne membro della Royal Society di Edimburgo dove annunciò la scoperta di un nuovo minerale, un solfuro di cadmio, che fu trovato nello scavo del tunnel di Bishopton vicino a Port Glasgow e che ora è conosciuto come Greenockite. Il 17 febbraio 1837 fu nominato Comandante in capo della Scozia e Governatore del Castello di Edimburgo. Il 17 giugno 1838, alla morte del padre, divenne conte e barone Cathcart. Il 16 marzo 1846 fu nominato Comandante in capo del Nord America e nel 1855 si ritirò.

## Matrimonio
Sposò, il 30 settembre 1818 al castello di Denacre a Boulogne con rito religioso, Henrietta Mather (?-24 giugno 1872), figlia di Thomas Mather. Si risposarono il 12 febbraio 1819 a Portsea con rito civile. Ebbero cinque figli:
- Lady Adelaide Cathcart (1820-15 febbraio 1871), sposò John de Trafford, ebbero cinque figli;
- Lady Elizabeth Cathcart (1822-27 febbraio 1896), sposò Sir John Douglas, ebbero due figli;
- Charles Cathcart (23 novembre 1824-11 novembre 1825);
- Alan Cathcart, III conte Cathcart (14 novembre 1828-30 ottobre 1905);
- Augustus Murray Cathcart (18 agosto 1830-14 luglio 1914), sposò Jean Orde-Powlett, ebbero sette figli.

## Morte
Cathcart morì a St Leonards-on-Sea il 16 luglio 1859.
Fu autore di due articoli nelle Transactions of the Royal Society of Edinburgh nel 1836, On the Phenomena in the district of Edinburgh of the Igneous Rocks in their relation to the Secondary Strata e The Coal Formation of the Scottish Lowlands.